# Sainte-Gauburge-Sainte-Colombe
Sainte-Gauburge-Sainte-Colombe ist eine französische Gemeinde mit 1013 Einwohnern (Stand 1. Januar 2022) im Département Orne in der Region Normandie. Sie gehört zum Arrondissement Mortagne-au-Perche und zum Kanton Rai. 

## Geographie
Die Gemeinde liegt rund 33 Kilometer östlich der Arrondissement-Hauptstadt Argentan am Oberlauf der Risle auf der südöstlichen, rechten Talseite. Nachbargemeinden sind:
- Échauffour und Saint-Pierre-des-Loges im Norden,
- Saint-Hilaire-sur-Risle im Nordosten,
- Le Ménil-Bérard im Osten,
- La Ferrière-au-Doyen im Südosten,
- Mahéru im Süden,
- Fay im Südwesten und
- Planches im Westen.

## Gemeindepartnerschaft
- Schmitten im Taunus, Deutschland